# Colomers d'Espot
Administrativament Colomers d'Espot és una vall que es troba dins el terme municipal d'Espot, al Pallars Sobirà, i dins el Parc Nacional d'Aigüestortes i Estany de Sant Maurici. Geogràficament és una de les valls que conformen la Vall de Boí.

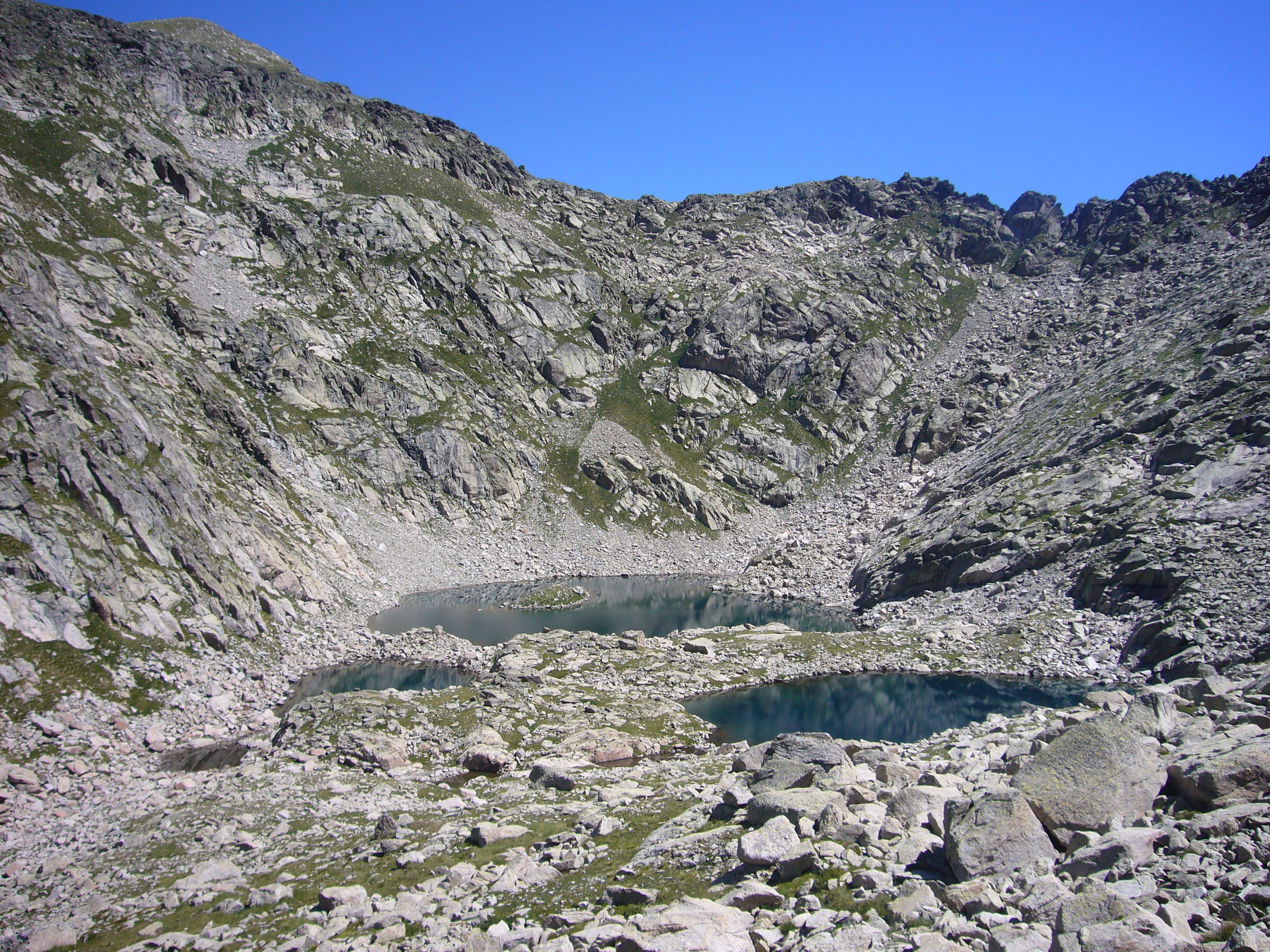
Estanys Gelats del Bergús i Coll del Bergús.

## Llegenda[1]
Diu la llegenda que antigament els veïns d'Espot i els de Boí mantenien freqüents baralles per la propietat de les terres entre els dos pobles. Per posar fi a les disputes van acordar fer una cursa: un corredor per banda sortiria de la plaça del seu poble en direcció a la de l'altre; el punt on els dos corredors es trobessin marcaria el nou límit. Els dos pobles van escollir el seu corredor. La tradició també fa menció al regiment alimentari al qual van sotmetre als escollits: costelles de corder pel pallarès i llet pel ribagorçà. El dia i hora fixats els dos escollits van iniciar la cursa. A mig camí, al poc de què el de Boí iniciés la pujada al Portarró, es van trobar els dos rivals; i es van fixar els nous límits.

## Geografia

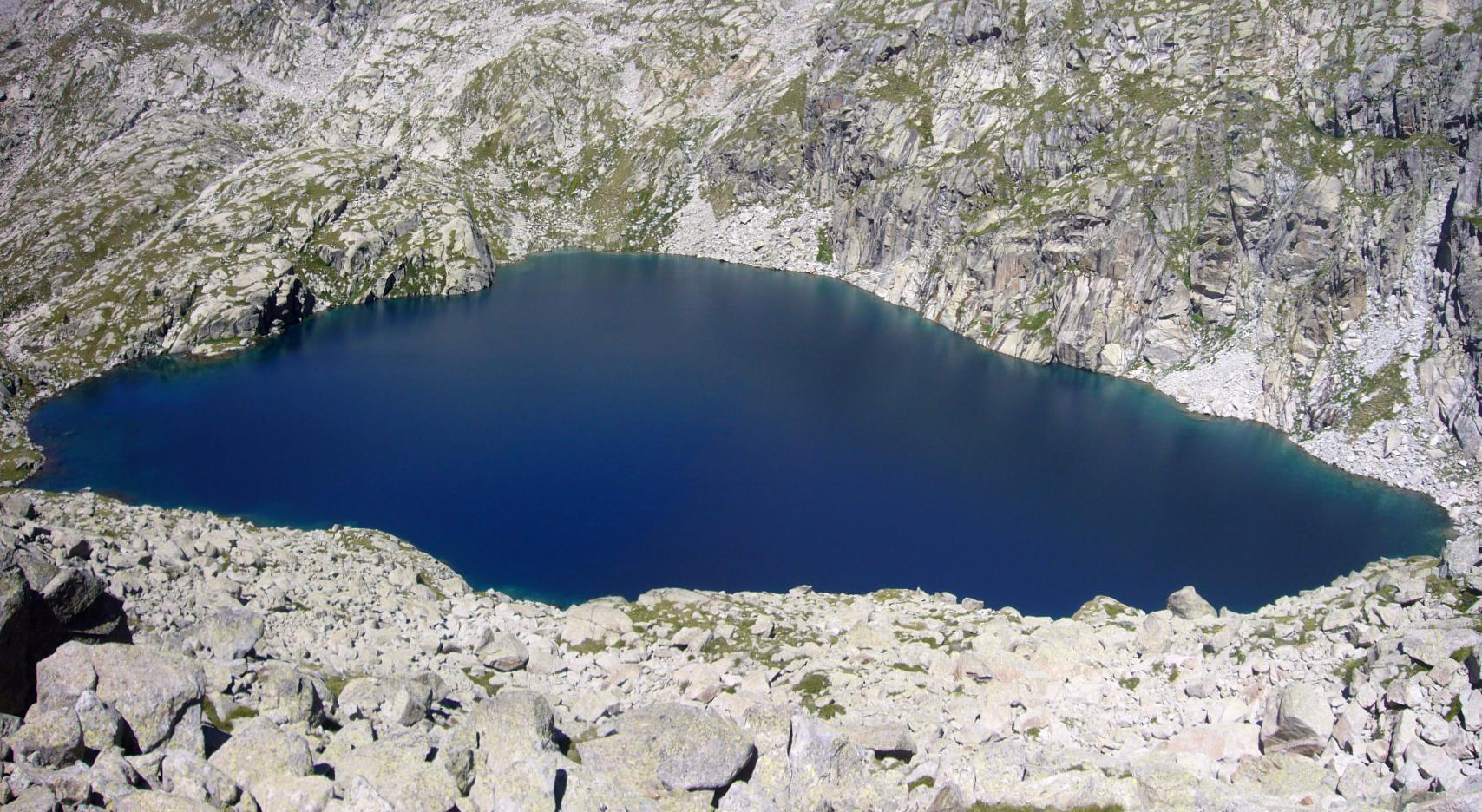
Estany del Bergús.

Geogràficament és una vall d'origen glacial, subsidiària de la Vall de Sant Nicolau, tributària per la dreta del Riu de Sant Nicolau. Es troba per sobre dels 2.000 metres, la seva superfície aproximada és de 3,4 km² i el seu perímetre té uns 7,7 km.

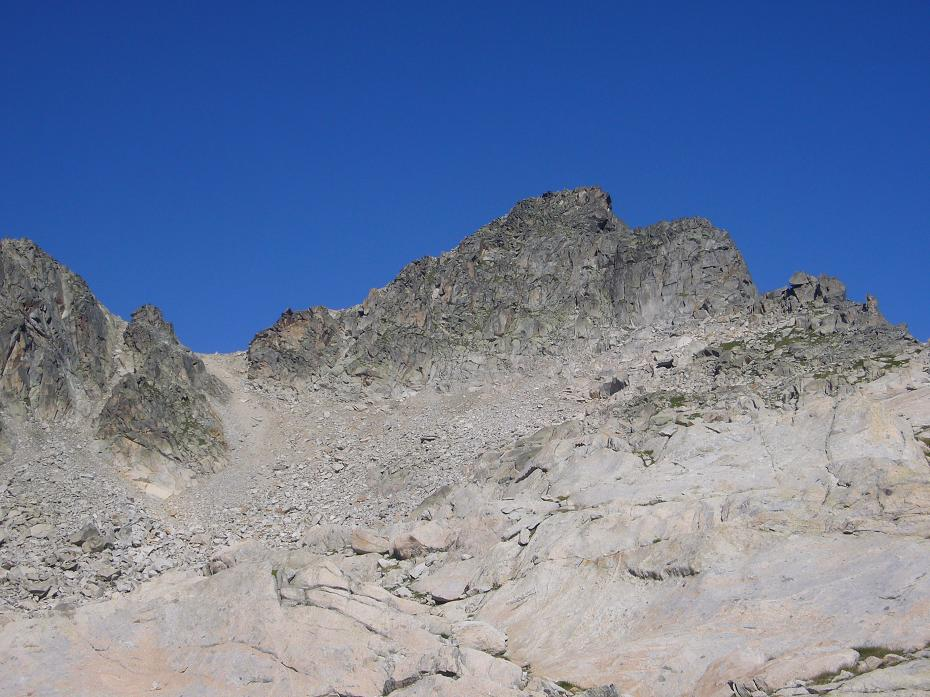
Vessant sud-oriental del Gran Tuc de Colomèrs vist des de Colomers d'Espot.

Al nord-est del Planell d'Estany Llong desaigua el barranc que baixa de l'Estany Redó. L'estany està rodejat, excepte per la seva zona de desguàs al sud, per pronunciades parets. Des de l'extrem sud-est de l'estany, la carena, limitant amb la Vall de Sant Nicolau, puja ràpidament cap a l'oest, fins a arribar al Tossal Esbonllat (2.637,5 m); on pren direcció oest-nord-oest i assoleix el Cap de la Pala Alta d'Estany Llong (2.790,3 m). Des del cap, i limitant amb la Vall de Contraix, la carena vira cap al Gran Tuc de Colomèrs (2.933,4 m), al nord-nord-oest. A partir del Gran Tuc la divisòria, que gira cap a l'est-nord-est, limita amb el Circ de Colomèrs i passa pel Portau de Colomèrs (2.728,9 m) i el Tuc del Bergús (2.843,8 m). A partir d'aquest punt, la carena que rodeja Colomers d'Espot limita amb la Vall de Ratera: pren primer rumb llevant, fins a assolir el Gran Tuc de Crabes (2.791,2 m); vira després en un semicercle cap a migjorn, que passa pel Coll del Bergús (2.669,3 m) i el Cap de Crabes (2.709,8 m); continua en un arc cap a llevant, creuant el Portell de Crabes (2.593,0 m) i el Pic del Portarró (2.734,3 m). Les pales que baixen d'aquest últim cim direcció oest, cap a l'Estany Redó, tanquen la vall en el seu límit amb la Vall de Sant Nicolau.
A l'oest del Cap de Crabes s'aixeca Pic del Redó (2.546,2 m), a l'extrem oriental de la petita carena que separa els Estanys Gelats del Bergús de l'Estany Redó.
Al sud del Gran Tuc de Crabes es troben els tres Estanys Gelats del Bergús (2.494, 2.493 i 2.492 metres), que drenen cap a l'Estany del Bergús (2.444 m), a l'oest. Aquest últim estany també rep les aportacions del rosari d'estanyets que s'estenen al seu nord i ponent; desaigua cap al sud, cap a les Pales d'Estany Redó. L'Estany Redó (2.114 m) rep totes les aigües que recull l'amfiteatre que conformen les Pales d'Estany Redó; i drena cap al barranc, que al sud, baixa cap al Planell d'Estany Llong.

## Rutes[19]
El camí, que des de l'Estany Llong puja a l'Estany Redó, és el punt d'entrada natural a Colomers d'Espot; voreja la riba esquerra de l'estany i puja les pales orientals, direcció nord-est, fins a arribar al camí que horitzontalment uneix el Portarró d'Espot i l'Estany del Bergús. Des d'aquest segon camí, una primera variant puja al Portell de Crabes i una segona flanqueja per l'est el Pic del Redó (Colomers d'Espot) per arribar als Estanys Gelats del Bergús. Seguint la carena es pot anar des del Portell de Crabes al Tuc del Bergús, passant pel Cap de Crabes, el Coll del Bergús i el Gran Tuc de Crabes. Des de l'Estany del Bergús una primera opció passa pels Estanys Gelats del Bergús i ascendeix cap al nord per assolir la carena que uneix el Tuc del Bergús i el Gran Tuc de Crabes; aquest punt també es pot assolir vorejant l'estany per la seva riba dreta i buscant la carena direcció nord-est. Altres dues ascensions són possibles vorejant l'estany per la seva riba dreta: el Portau de Colomèrs, al nord; i el Gran Tuc de Colomèrs, a l'oest.